# دوریست
دوریست (به آلمانی: Dorst) یک منطقهٔ مسکونی در آلمان است که در کالفورد واقع شده‌است. دوریست ۲٬۴۳۰ نفر جمعیت دارد.